# Hans Bassermann

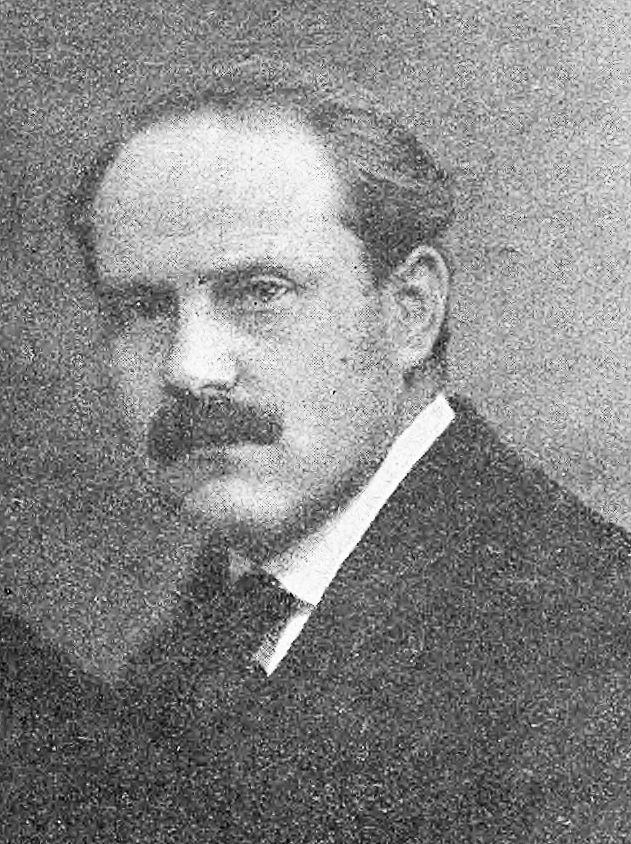
Hans Bassermann
(vor 1914)

Hans Bassermann (* 20. September 1888 in Frankfurt am Main; † 12. Februar 1978 in Cincinnati, Ohio) war ein deutscher Violinist und Hochschullehrer.

## Leben
Hans Bassermann war der Sohn des am Hochschen Konservatorium in Frankfurt tätigen Musikpädagogen Fritz Bassermann (1850–1926) und der Pianistin Florence Bassermann, geborene Rothschild (1863–1942), die eine Schülerin von Clara Schumann war. Ersten Violinunterricht erhielt er bei seinem Vater und danach bei Ferdinand Küchler.
Nach dem Besuch des humanistischen Gymnasiums und der Absolvierung des Wehrdienstes in Homburg vor der Höhe studierte er zwei Jahre an der Hochschule für Musik in Berlin unter anderem bei Andreas Moser und Henri Marteau, den er später auch in seinem Amt vertrat, sowie auch am Sternschen Konservatorium, Berlin, bei Gustav Hollaender. Mit 23 Jahren war er für ein Jahr Konzertmeister am Berliner Philharmonischen Orchester. 1913 gewann er das Stipendium der Felix-Mendelssohn-Bartholdy-Stiftung. Bassermann unternahm Kunstreisen im In- und Ausland und trat Lehrämter an.
Im Ersten Weltkrieg war er Soldat. Nach dem Krieg nahm er seine früheren Lehrtätigkeiten an der Hochschule für Musik, dem Sternschen Konservatorium und an der Akademie für Kirchen- und Schulmusik wieder auf. Hinzu kam die Leitung einer Ausbildungsklasse am Klindworth-Scharwenka-Konservatorium, Berlin.
1928 trat er die Nachfolge von Henri Marteau am Konservatorium in Leipzig an und ging 1930 als Dozent an die Musikhochschule in Weimar, wo er, da er Jude war, 1933 entlassen wurde. Bevor er über die Schweiz und Palästina 1938 in die USA emigrierte, war er Konzertmeister im Orchester des Kulturbundes Deutscher Juden. In der Schweiz spielte er 1937 als Konzertmeister im Orchestre de la Suisse Romande unter Ernest Ansermet.
In den USA spielte er von 1938 bis 1944 als Violinist im Pittsburgh Symphony Orchestra und von 1944 bis 1952 als assistierender Konzertmeister im Chicago Symphony Orchestra. Am Chicago Musical College war er erster Violinlehrer. 1952 erhielt er eine Professur für Violine an einer Universität in Lakeland (Florida). Von 1958 bis 1960 war er schließlich Konzertmeister beim Oakland Symphony Orchestra.
Zu seinen Schülern gehörten u. a. Arthur Bohnhardt, Georg Hanstedt und Franz Konwitschny.